# Mound City, Kansas
Mound City är administrativ huvudort i Linn County i den amerikanska delstaten Kansas. På begravningsplatsen Woodland Cemetery finns ett monument över nordstaternas stupade soldater i inbördeskriget. Många av ortsborna som stupade i inbördeskriget stupade år 1864 i fältslag i närheten av orten.